# Мая-1 тема
Тема Мая-1 — тема в шаховій композиції . Суть теми — особлива форма теми Шора, після вступного ходу білі зв'язують свою фігуру, але розв'язують чорну, яка в тематичних варіантах розв'язує зв'язану білу фігуру, і та оголошує батарейний мат.  

## Історія
Ідею втілили в задачі 1928 році італійські шахові композитори Гугліельмо Май (04.07.1906 — 27.07.1980) і його брат Луїджі Май (15.02.1903 — 16.10.1970).
В початковій позиції є створена біла батарея, але білі для досягнення мети зв'язують свою фігуру й унеможливлюють гру батареї, ще й розв'язують чорну фігуру. У тематичному варіанті чорні розв'язують цю білу фігуру і білі оголошують батарейним шахом мат чорному королю.
Ідея подібна до теми Шора, але на відміну від неї на матуючому ході грає батарея.
Оскільки є ще одна тема Мая, ця ідея дістала назву — тема Мая-1.
|   | a | b | c | d | e | f | g | h |   |
| 8 | b8 білий ферзь · c8 чорний кінь · d8 чорна тура · f8 чорний ферзь · b7 білий король · c7 білий пішак · d7 білий слон · f7 чорна тура · g7 білий кінь · h7 біла тура · a6 біла тура · b6 чорний кінь · d6 чорний король · e6 білий пішак · c5 чорний пішак · d5 білий пішак · f5 чорний пішак · g5 білий пішак · a4 чорний пішак · d4 білий пішак · a3 білий слон | b8 білий ферзь · c8 чорний кінь · d8 чорна тура · f8 чорний ферзь · b7 білий король · c7 білий пішак · d7 білий слон · f7 чорна тура · g7 білий кінь · h7 біла тура · a6 біла тура · b6 чорний кінь · d6 чорний король · e6 білий пішак · c5 чорний пішак · d5 білий пішак · f5 чорний пішак · g5 білий пішак · a4 чорний пішак · d4 білий пішак · a3 білий слон | b8 білий ферзь · c8 чорний кінь · d8 чорна тура · f8 чорний ферзь · b7 білий король · c7 білий пішак · d7 білий слон · f7 чорна тура · g7 білий кінь · h7 біла тура · a6 біла тура · b6 чорний кінь · d6 чорний король · e6 білий пішак · c5 чорний пішак · d5 білий пішак · f5 чорний пішак · g5 білий пішак · a4 чорний пішак · d4 білий пішак · a3 білий слон | b8 білий ферзь · c8 чорний кінь · d8 чорна тура · f8 чорний ферзь · b7 білий король · c7 білий пішак · d7 білий слон · f7 чорна тура · g7 білий кінь · h7 біла тура · a6 біла тура · b6 чорний кінь · d6 чорний король · e6 білий пішак · c5 чорний пішак · d5 білий пішак · f5 чорний пішак · g5 білий пішак · a4 чорний пішак · d4 білий пішак · a3 білий слон | b8 білий ферзь · c8 чорний кінь · d8 чорна тура · f8 чорний ферзь · b7 білий король · c7 білий пішак · d7 білий слон · f7 чорна тура · g7 білий кінь · h7 біла тура · a6 біла тура · b6 чорний кінь · d6 чорний король · e6 білий пішак · c5 чорний пішак · d5 білий пішак · f5 чорний пішак · g5 білий пішак · a4 чорний пішак · d4 білий пішак · a3 білий слон | b8 білий ферзь · c8 чорний кінь · d8 чорна тура · f8 чорний ферзь · b7 білий король · c7 білий пішак · d7 білий слон · f7 чорна тура · g7 білий кінь · h7 біла тура · a6 біла тура · b6 чорний кінь · d6 чорний король · e6 білий пішак · c5 чорний пішак · d5 білий пішак · f5 чорний пішак · g5 білий пішак · a4 чорний пішак · d4 білий пішак · a3 білий слон | b8 білий ферзь · c8 чорний кінь · d8 чорна тура · f8 чорний ферзь · b7 білий король · c7 білий пішак · d7 білий слон · f7 чорна тура · g7 білий кінь · h7 біла тура · a6 біла тура · b6 чорний кінь · d6 чорний король · e6 білий пішак · c5 чорний пішак · d5 білий пішак · f5 чорний пішак · g5 білий пішак · a4 чорний пішак · d4 білий пішак · a3 білий слон | b8 білий ферзь · c8 чорний кінь · d8 чорна тура · f8 чорний ферзь · b7 білий король · c7 білий пішак · d7 білий слон · f7 чорна тура · g7 білий кінь · h7 біла тура · a6 біла тура · b6 чорний кінь · d6 чорний король · e6 білий пішак · c5 чорний пішак · d5 білий пішак · f5 чорний пішак · g5 білий пішак · a4 чорний пішак · d4 білий пішак · a3 білий слон | 8 |
| 7 | b8 білий ферзь · c8 чорний кінь · d8 чорна тура · f8 чорний ферзь · b7 білий король · c7 білий пішак · d7 білий слон · f7 чорна тура · g7 білий кінь · h7 біла тура · a6 біла тура · b6 чорний кінь · d6 чорний король · e6 білий пішак · c5 чорний пішак · d5 білий пішак · f5 чорний пішак · g5 білий пішак · a4 чорний пішак · d4 білий пішак · a3 білий слон | b8 білий ферзь · c8 чорний кінь · d8 чорна тура · f8 чорний ферзь · b7 білий король · c7 білий пішак · d7 білий слон · f7 чорна тура · g7 білий кінь · h7 біла тура · a6 біла тура · b6 чорний кінь · d6 чорний король · e6 білий пішак · c5 чорний пішак · d5 білий пішак · f5 чорний пішак · g5 білий пішак · a4 чорний пішак · d4 білий пішак · a3 білий слон | b8 білий ферзь · c8 чорний кінь · d8 чорна тура · f8 чорний ферзь · b7 білий король · c7 білий пішак · d7 білий слон · f7 чорна тура · g7 білий кінь · h7 біла тура · a6 біла тура · b6 чорний кінь · d6 чорний король · e6 білий пішак · c5 чорний пішак · d5 білий пішак · f5 чорний пішак · g5 білий пішак · a4 чорний пішак · d4 білий пішак · a3 білий слон | b8 білий ферзь · c8 чорний кінь · d8 чорна тура · f8 чорний ферзь · b7 білий король · c7 білий пішак · d7 білий слон · f7 чорна тура · g7 білий кінь · h7 біла тура · a6 біла тура · b6 чорний кінь · d6 чорний король · e6 білий пішак · c5 чорний пішак · d5 білий пішак · f5 чорний пішак · g5 білий пішак · a4 чорний пішак · d4 білий пішак · a3 білий слон | b8 білий ферзь · c8 чорний кінь · d8 чорна тура · f8 чорний ферзь · b7 білий король · c7 білий пішак · d7 білий слон · f7 чорна тура · g7 білий кінь · h7 біла тура · a6 біла тура · b6 чорний кінь · d6 чорний король · e6 білий пішак · c5 чорний пішак · d5 білий пішак · f5 чорний пішак · g5 білий пішак · a4 чорний пішак · d4 білий пішак · a3 білий слон | b8 білий ферзь · c8 чорний кінь · d8 чорна тура · f8 чорний ферзь · b7 білий король · c7 білий пішак · d7 білий слон · f7 чорна тура · g7 білий кінь · h7 біла тура · a6 біла тура · b6 чорний кінь · d6 чорний король · e6 білий пішак · c5 чорний пішак · d5 білий пішак · f5 чорний пішак · g5 білий пішак · a4 чорний пішак · d4 білий пішак · a3 білий слон | b8 білий ферзь · c8 чорний кінь · d8 чорна тура · f8 чорний ферзь · b7 білий король · c7 білий пішак · d7 білий слон · f7 чорна тура · g7 білий кінь · h7 біла тура · a6 біла тура · b6 чорний кінь · d6 чорний король · e6 білий пішак · c5 чорний пішак · d5 білий пішак · f5 чорний пішак · g5 білий пішак · a4 чорний пішак · d4 білий пішак · a3 білий слон | b8 білий ферзь · c8 чорний кінь · d8 чорна тура · f8 чорний ферзь · b7 білий король · c7 білий пішак · d7 білий слон · f7 чорна тура · g7 білий кінь · h7 біла тура · a6 біла тура · b6 чорний кінь · d6 чорний король · e6 білий пішак · c5 чорний пішак · d5 білий пішак · f5 чорний пішак · g5 білий пішак · a4 чорний пішак · d4 білий пішак · a3 білий слон | 7 |
| 6 | b8 білий ферзь · c8 чорний кінь · d8 чорна тура · f8 чорний ферзь · b7 білий король · c7 білий пішак · d7 білий слон · f7 чорна тура · g7 білий кінь · h7 біла тура · a6 біла тура · b6 чорний кінь · d6 чорний король · e6 білий пішак · c5 чорний пішак · d5 білий пішак · f5 чорний пішак · g5 білий пішак · a4 чорний пішак · d4 білий пішак · a3 білий слон | b8 білий ферзь · c8 чорний кінь · d8 чорна тура · f8 чорний ферзь · b7 білий король · c7 білий пішак · d7 білий слон · f7 чорна тура · g7 білий кінь · h7 біла тура · a6 біла тура · b6 чорний кінь · d6 чорний король · e6 білий пішак · c5 чорний пішак · d5 білий пішак · f5 чорний пішак · g5 білий пішак · a4 чорний пішак · d4 білий пішак · a3 білий слон | b8 білий ферзь · c8 чорний кінь · d8 чорна тура · f8 чорний ферзь · b7 білий король · c7 білий пішак · d7 білий слон · f7 чорна тура · g7 білий кінь · h7 біла тура · a6 біла тура · b6 чорний кінь · d6 чорний король · e6 білий пішак · c5 чорний пішак · d5 білий пішак · f5 чорний пішак · g5 білий пішак · a4 чорний пішак · d4 білий пішак · a3 білий слон | b8 білий ферзь · c8 чорний кінь · d8 чорна тура · f8 чорний ферзь · b7 білий король · c7 білий пішак · d7 білий слон · f7 чорна тура · g7 білий кінь · h7 біла тура · a6 біла тура · b6 чорний кінь · d6 чорний король · e6 білий пішак · c5 чорний пішак · d5 білий пішак · f5 чорний пішак · g5 білий пішак · a4 чорний пішак · d4 білий пішак · a3 білий слон | b8 білий ферзь · c8 чорний кінь · d8 чорна тура · f8 чорний ферзь · b7 білий король · c7 білий пішак · d7 білий слон · f7 чорна тура · g7 білий кінь · h7 біла тура · a6 біла тура · b6 чорний кінь · d6 чорний король · e6 білий пішак · c5 чорний пішак · d5 білий пішак · f5 чорний пішак · g5 білий пішак · a4 чорний пішак · d4 білий пішак · a3 білий слон | b8 білий ферзь · c8 чорний кінь · d8 чорна тура · f8 чорний ферзь · b7 білий король · c7 білий пішак · d7 білий слон · f7 чорна тура · g7 білий кінь · h7 біла тура · a6 біла тура · b6 чорний кінь · d6 чорний король · e6 білий пішак · c5 чорний пішак · d5 білий пішак · f5 чорний пішак · g5 білий пішак · a4 чорний пішак · d4 білий пішак · a3 білий слон | b8 білий ферзь · c8 чорний кінь · d8 чорна тура · f8 чорний ферзь · b7 білий король · c7 білий пішак · d7 білий слон · f7 чорна тура · g7 білий кінь · h7 біла тура · a6 біла тура · b6 чорний кінь · d6 чорний король · e6 білий пішак · c5 чорний пішак · d5 білий пішак · f5 чорний пішак · g5 білий пішак · a4 чорний пішак · d4 білий пішак · a3 білий слон | b8 білий ферзь · c8 чорний кінь · d8 чорна тура · f8 чорний ферзь · b7 білий король · c7 білий пішак · d7 білий слон · f7 чорна тура · g7 білий кінь · h7 біла тура · a6 біла тура · b6 чорний кінь · d6 чорний король · e6 білий пішак · c5 чорний пішак · d5 білий пішак · f5 чорний пішак · g5 білий пішак · a4 чорний пішак · d4 білий пішак · a3 білий слон | 6 |
| 5 | b8 білий ферзь · c8 чорний кінь · d8 чорна тура · f8 чорний ферзь · b7 білий король · c7 білий пішак · d7 білий слон · f7 чорна тура · g7 білий кінь · h7 біла тура · a6 біла тура · b6 чорний кінь · d6 чорний король · e6 білий пішак · c5 чорний пішак · d5 білий пішак · f5 чорний пішак · g5 білий пішак · a4 чорний пішак · d4 білий пішак · a3 білий слон | b8 білий ферзь · c8 чорний кінь · d8 чорна тура · f8 чорний ферзь · b7 білий король · c7 білий пішак · d7 білий слон · f7 чорна тура · g7 білий кінь · h7 біла тура · a6 біла тура · b6 чорний кінь · d6 чорний король · e6 білий пішак · c5 чорний пішак · d5 білий пішак · f5 чорний пішак · g5 білий пішак · a4 чорний пішак · d4 білий пішак · a3 білий слон | b8 білий ферзь · c8 чорний кінь · d8 чорна тура · f8 чорний ферзь · b7 білий король · c7 білий пішак · d7 білий слон · f7 чорна тура · g7 білий кінь · h7 біла тура · a6 біла тура · b6 чорний кінь · d6 чорний король · e6 білий пішак · c5 чорний пішак · d5 білий пішак · f5 чорний пішак · g5 білий пішак · a4 чорний пішак · d4 білий пішак · a3 білий слон | b8 білий ферзь · c8 чорний кінь · d8 чорна тура · f8 чорний ферзь · b7 білий король · c7 білий пішак · d7 білий слон · f7 чорна тура · g7 білий кінь · h7 біла тура · a6 біла тура · b6 чорний кінь · d6 чорний король · e6 білий пішак · c5 чорний пішак · d5 білий пішак · f5 чорний пішак · g5 білий пішак · a4 чорний пішак · d4 білий пішак · a3 білий слон | b8 білий ферзь · c8 чорний кінь · d8 чорна тура · f8 чорний ферзь · b7 білий король · c7 білий пішак · d7 білий слон · f7 чорна тура · g7 білий кінь · h7 біла тура · a6 біла тура · b6 чорний кінь · d6 чорний король · e6 білий пішак · c5 чорний пішак · d5 білий пішак · f5 чорний пішак · g5 білий пішак · a4 чорний пішак · d4 білий пішак · a3 білий слон | b8 білий ферзь · c8 чорний кінь · d8 чорна тура · f8 чорний ферзь · b7 білий король · c7 білий пішак · d7 білий слон · f7 чорна тура · g7 білий кінь · h7 біла тура · a6 біла тура · b6 чорний кінь · d6 чорний король · e6 білий пішак · c5 чорний пішак · d5 білий пішак · f5 чорний пішак · g5 білий пішак · a4 чорний пішак · d4 білий пішак · a3 білий слон | b8 білий ферзь · c8 чорний кінь · d8 чорна тура · f8 чорний ферзь · b7 білий король · c7 білий пішак · d7 білий слон · f7 чорна тура · g7 білий кінь · h7 біла тура · a6 біла тура · b6 чорний кінь · d6 чорний король · e6 білий пішак · c5 чорний пішак · d5 білий пішак · f5 чорний пішак · g5 білий пішак · a4 чорний пішак · d4 білий пішак · a3 білий слон | b8 білий ферзь · c8 чорний кінь · d8 чорна тура · f8 чорний ферзь · b7 білий король · c7 білий пішак · d7 білий слон · f7 чорна тура · g7 білий кінь · h7 біла тура · a6 біла тура · b6 чорний кінь · d6 чорний король · e6 білий пішак · c5 чорний пішак · d5 білий пішак · f5 чорний пішак · g5 білий пішак · a4 чорний пішак · d4 білий пішак · a3 білий слон | 5 |
| 4 | b8 білий ферзь · c8 чорний кінь · d8 чорна тура · f8 чорний ферзь · b7 білий король · c7 білий пішак · d7 білий слон · f7 чорна тура · g7 білий кінь · h7 біла тура · a6 біла тура · b6 чорний кінь · d6 чорний король · e6 білий пішак · c5 чорний пішак · d5 білий пішак · f5 чорний пішак · g5 білий пішак · a4 чорний пішак · d4 білий пішак · a3 білий слон | b8 білий ферзь · c8 чорний кінь · d8 чорна тура · f8 чорний ферзь · b7 білий король · c7 білий пішак · d7 білий слон · f7 чорна тура · g7 білий кінь · h7 біла тура · a6 біла тура · b6 чорний кінь · d6 чорний король · e6 білий пішак · c5 чорний пішак · d5 білий пішак · f5 чорний пішак · g5 білий пішак · a4 чорний пішак · d4 білий пішак · a3 білий слон | b8 білий ферзь · c8 чорний кінь · d8 чорна тура · f8 чорний ферзь · b7 білий король · c7 білий пішак · d7 білий слон · f7 чорна тура · g7 білий кінь · h7 біла тура · a6 біла тура · b6 чорний кінь · d6 чорний король · e6 білий пішак · c5 чорний пішак · d5 білий пішак · f5 чорний пішак · g5 білий пішак · a4 чорний пішак · d4 білий пішак · a3 білий слон | b8 білий ферзь · c8 чорний кінь · d8 чорна тура · f8 чорний ферзь · b7 білий король · c7 білий пішак · d7 білий слон · f7 чорна тура · g7 білий кінь · h7 біла тура · a6 біла тура · b6 чорний кінь · d6 чорний король · e6 білий пішак · c5 чорний пішак · d5 білий пішак · f5 чорний пішак · g5 білий пішак · a4 чорний пішак · d4 білий пішак · a3 білий слон | b8 білий ферзь · c8 чорний кінь · d8 чорна тура · f8 чорний ферзь · b7 білий король · c7 білий пішак · d7 білий слон · f7 чорна тура · g7 білий кінь · h7 біла тура · a6 біла тура · b6 чорний кінь · d6 чорний король · e6 білий пішак · c5 чорний пішак · d5 білий пішак · f5 чорний пішак · g5 білий пішак · a4 чорний пішак · d4 білий пішак · a3 білий слон | b8 білий ферзь · c8 чорний кінь · d8 чорна тура · f8 чорний ферзь · b7 білий король · c7 білий пішак · d7 білий слон · f7 чорна тура · g7 білий кінь · h7 біла тура · a6 біла тура · b6 чорний кінь · d6 чорний король · e6 білий пішак · c5 чорний пішак · d5 білий пішак · f5 чорний пішак · g5 білий пішак · a4 чорний пішак · d4 білий пішак · a3 білий слон | b8 білий ферзь · c8 чорний кінь · d8 чорна тура · f8 чорний ферзь · b7 білий король · c7 білий пішак · d7 білий слон · f7 чорна тура · g7 білий кінь · h7 біла тура · a6 біла тура · b6 чорний кінь · d6 чорний король · e6 білий пішак · c5 чорний пішак · d5 білий пішак · f5 чорний пішак · g5 білий пішак · a4 чорний пішак · d4 білий пішак · a3 білий слон | b8 білий ферзь · c8 чорний кінь · d8 чорна тура · f8 чорний ферзь · b7 білий король · c7 білий пішак · d7 білий слон · f7 чорна тура · g7 білий кінь · h7 біла тура · a6 біла тура · b6 чорний кінь · d6 чорний король · e6 білий пішак · c5 чорний пішак · d5 білий пішак · f5 чорний пішак · g5 білий пішак · a4 чорний пішак · d4 білий пішак · a3 білий слон | 4 |
| 3 | b8 білий ферзь · c8 чорний кінь · d8 чорна тура · f8 чорний ферзь · b7 білий король · c7 білий пішак · d7 білий слон · f7 чорна тура · g7 білий кінь · h7 біла тура · a6 біла тура · b6 чорний кінь · d6 чорний король · e6 білий пішак · c5 чорний пішак · d5 білий пішак · f5 чорний пішак · g5 білий пішак · a4 чорний пішак · d4 білий пішак · a3 білий слон | b8 білий ферзь · c8 чорний кінь · d8 чорна тура · f8 чорний ферзь · b7 білий король · c7 білий пішак · d7 білий слон · f7 чорна тура · g7 білий кінь · h7 біла тура · a6 біла тура · b6 чорний кінь · d6 чорний король · e6 білий пішак · c5 чорний пішак · d5 білий пішак · f5 чорний пішак · g5 білий пішак · a4 чорний пішак · d4 білий пішак · a3 білий слон | b8 білий ферзь · c8 чорний кінь · d8 чорна тура · f8 чорний ферзь · b7 білий король · c7 білий пішак · d7 білий слон · f7 чорна тура · g7 білий кінь · h7 біла тура · a6 біла тура · b6 чорний кінь · d6 чорний король · e6 білий пішак · c5 чорний пішак · d5 білий пішак · f5 чорний пішак · g5 білий пішак · a4 чорний пішак · d4 білий пішак · a3 білий слон | b8 білий ферзь · c8 чорний кінь · d8 чорна тура · f8 чорний ферзь · b7 білий король · c7 білий пішак · d7 білий слон · f7 чорна тура · g7 білий кінь · h7 біла тура · a6 біла тура · b6 чорний кінь · d6 чорний король · e6 білий пішак · c5 чорний пішак · d5 білий пішак · f5 чорний пішак · g5 білий пішак · a4 чорний пішак · d4 білий пішак · a3 білий слон | b8 білий ферзь · c8 чорний кінь · d8 чорна тура · f8 чорний ферзь · b7 білий король · c7 білий пішак · d7 білий слон · f7 чорна тура · g7 білий кінь · h7 біла тура · a6 біла тура · b6 чорний кінь · d6 чорний король · e6 білий пішак · c5 чорний пішак · d5 білий пішак · f5 чорний пішак · g5 білий пішак · a4 чорний пішак · d4 білий пішак · a3 білий слон | b8 білий ферзь · c8 чорний кінь · d8 чорна тура · f8 чорний ферзь · b7 білий король · c7 білий пішак · d7 білий слон · f7 чорна тура · g7 білий кінь · h7 біла тура · a6 біла тура · b6 чорний кінь · d6 чорний король · e6 білий пішак · c5 чорний пішак · d5 білий пішак · f5 чорний пішак · g5 білий пішак · a4 чорний пішак · d4 білий пішак · a3 білий слон | b8 білий ферзь · c8 чорний кінь · d8 чорна тура · f8 чорний ферзь · b7 білий король · c7 білий пішак · d7 білий слон · f7 чорна тура · g7 білий кінь · h7 біла тура · a6 біла тура · b6 чорний кінь · d6 чорний король · e6 білий пішак · c5 чорний пішак · d5 білий пішак · f5 чорний пішак · g5 білий пішак · a4 чорний пішак · d4 білий пішак · a3 білий слон | b8 білий ферзь · c8 чорний кінь · d8 чорна тура · f8 чорний ферзь · b7 білий король · c7 білий пішак · d7 білий слон · f7 чорна тура · g7 білий кінь · h7 біла тура · a6 біла тура · b6 чорний кінь · d6 чорний король · e6 білий пішак · c5 чорний пішак · d5 білий пішак · f5 чорний пішак · g5 білий пішак · a4 чорний пішак · d4 білий пішак · a3 білий слон | 3 |
| 2 | b8 білий ферзь · c8 чорний кінь · d8 чорна тура · f8 чорний ферзь · b7 білий король · c7 білий пішак · d7 білий слон · f7 чорна тура · g7 білий кінь · h7 біла тура · a6 біла тура · b6 чорний кінь · d6 чорний король · e6 білий пішак · c5 чорний пішак · d5 білий пішак · f5 чорний пішак · g5 білий пішак · a4 чорний пішак · d4 білий пішак · a3 білий слон | b8 білий ферзь · c8 чорний кінь · d8 чорна тура · f8 чорний ферзь · b7 білий король · c7 білий пішак · d7 білий слон · f7 чорна тура · g7 білий кінь · h7 біла тура · a6 біла тура · b6 чорний кінь · d6 чорний король · e6 білий пішак · c5 чорний пішак · d5 білий пішак · f5 чорний пішак · g5 білий пішак · a4 чорний пішак · d4 білий пішак · a3 білий слон | b8 білий ферзь · c8 чорний кінь · d8 чорна тура · f8 чорний ферзь · b7 білий король · c7 білий пішак · d7 білий слон · f7 чорна тура · g7 білий кінь · h7 біла тура · a6 біла тура · b6 чорний кінь · d6 чорний король · e6 білий пішак · c5 чорний пішак · d5 білий пішак · f5 чорний пішак · g5 білий пішак · a4 чорний пішак · d4 білий пішак · a3 білий слон | b8 білий ферзь · c8 чорний кінь · d8 чорна тура · f8 чорний ферзь · b7 білий король · c7 білий пішак · d7 білий слон · f7 чорна тура · g7 білий кінь · h7 біла тура · a6 біла тура · b6 чорний кінь · d6 чорний король · e6 білий пішак · c5 чорний пішак · d5 білий пішак · f5 чорний пішак · g5 білий пішак · a4 чорний пішак · d4 білий пішак · a3 білий слон | b8 білий ферзь · c8 чорний кінь · d8 чорна тура · f8 чорний ферзь · b7 білий король · c7 білий пішак · d7 білий слон · f7 чорна тура · g7 білий кінь · h7 біла тура · a6 біла тура · b6 чорний кінь · d6 чорний король · e6 білий пішак · c5 чорний пішак · d5 білий пішак · f5 чорний пішак · g5 білий пішак · a4 чорний пішак · d4 білий пішак · a3 білий слон | b8 білий ферзь · c8 чорний кінь · d8 чорна тура · f8 чорний ферзь · b7 білий король · c7 білий пішак · d7 білий слон · f7 чорна тура · g7 білий кінь · h7 біла тура · a6 біла тура · b6 чорний кінь · d6 чорний король · e6 білий пішак · c5 чорний пішак · d5 білий пішак · f5 чорний пішак · g5 білий пішак · a4 чорний пішак · d4 білий пішак · a3 білий слон | b8 білий ферзь · c8 чорний кінь · d8 чорна тура · f8 чорний ферзь · b7 білий король · c7 білий пішак · d7 білий слон · f7 чорна тура · g7 білий кінь · h7 біла тура · a6 біла тура · b6 чорний кінь · d6 чорний король · e6 білий пішак · c5 чорний пішак · d5 білий пішак · f5 чорний пішак · g5 білий пішак · a4 чорний пішак · d4 білий пішак · a3 білий слон | b8 білий ферзь · c8 чорний кінь · d8 чорна тура · f8 чорний ферзь · b7 білий король · c7 білий пішак · d7 білий слон · f7 чорна тура · g7 білий кінь · h7 біла тура · a6 біла тура · b6 чорний кінь · d6 чорний король · e6 білий пішак · c5 чорний пішак · d5 білий пішак · f5 чорний пішак · g5 білий пішак · a4 чорний пішак · d4 білий пішак · a3 білий слон | 2 |
| 1 | b8 білий ферзь · c8 чорний кінь · d8 чорна тура · f8 чорний ферзь · b7 білий король · c7 білий пішак · d7 білий слон · f7 чорна тура · g7 білий кінь · h7 біла тура · a6 біла тура · b6 чорний кінь · d6 чорний король · e6 білий пішак · c5 чорний пішак · d5 білий пішак · f5 чорний пішак · g5 білий пішак · a4 чорний пішак · d4 білий пішак · a3 білий слон | b8 білий ферзь · c8 чорний кінь · d8 чорна тура · f8 чорний ферзь · b7 білий король · c7 білий пішак · d7 білий слон · f7 чорна тура · g7 білий кінь · h7 біла тура · a6 біла тура · b6 чорний кінь · d6 чорний король · e6 білий пішак · c5 чорний пішак · d5 білий пішак · f5 чорний пішак · g5 білий пішак · a4 чорний пішак · d4 білий пішак · a3 білий слон | b8 білий ферзь · c8 чорний кінь · d8 чорна тура · f8 чорний ферзь · b7 білий король · c7 білий пішак · d7 білий слон · f7 чорна тура · g7 білий кінь · h7 біла тура · a6 біла тура · b6 чорний кінь · d6 чорний король · e6 білий пішак · c5 чорний пішак · d5 білий пішак · f5 чорний пішак · g5 білий пішак · a4 чорний пішак · d4 білий пішак · a3 білий слон | b8 білий ферзь · c8 чорний кінь · d8 чорна тура · f8 чорний ферзь · b7 білий король · c7 білий пішак · d7 білий слон · f7 чорна тура · g7 білий кінь · h7 біла тура · a6 біла тура · b6 чорний кінь · d6 чорний король · e6 білий пішак · c5 чорний пішак · d5 білий пішак · f5 чорний пішак · g5 білий пішак · a4 чорний пішак · d4 білий пішак · a3 білий слон | b8 білий ферзь · c8 чорний кінь · d8 чорна тура · f8 чорний ферзь · b7 білий король · c7 білий пішак · d7 білий слон · f7 чорна тура · g7 білий кінь · h7 біла тура · a6 біла тура · b6 чорний кінь · d6 чорний король · e6 білий пішак · c5 чорний пішак · d5 білий пішак · f5 чорний пішак · g5 білий пішак · a4 чорний пішак · d4 білий пішак · a3 білий слон | b8 білий ферзь · c8 чорний кінь · d8 чорна тура · f8 чорний ферзь · b7 білий король · c7 білий пішак · d7 білий слон · f7 чорна тура · g7 білий кінь · h7 біла тура · a6 біла тура · b6 чорний кінь · d6 чорний король · e6 білий пішак · c5 чорний пішак · d5 білий пішак · f5 чорний пішак · g5 білий пішак · a4 чорний пішак · d4 білий пішак · a3 білий слон | b8 білий ферзь · c8 чорний кінь · d8 чорна тура · f8 чорний ферзь · b7 білий король · c7 білий пішак · d7 білий слон · f7 чорна тура · g7 білий кінь · h7 біла тура · a6 біла тура · b6 чорний кінь · d6 чорний король · e6 білий пішак · c5 чорний пішак · d5 білий пішак · f5 чорний пішак · g5 білий пішак · a4 чорний пішак · d4 білий пішак · a3 білий слон | b8 білий ферзь · c8 чорний кінь · d8 чорна тура · f8 чорний ферзь · b7 білий король · c7 білий пішак · d7 білий слон · f7 чорна тура · g7 білий кінь · h7 біла тура · a6 біла тура · b6 чорний кінь · d6 чорний король · e6 білий пішак · c5 чорний пішак · d5 білий пішак · f5 чорний пішак · g5 білий пішак · a4 чорний пішак · d4 білий пішак · a3 білий слон | 1 |
|   | a | b | c | d | e | f | g | h |   |

FEN: 1Qnr1q2/1KPB1rNR/Rn1kP3/2pP1pP1/p2P4/B7/8/8

1. Bc6! ~ 2. Bc5#
1. ... Sd7 2. cd8Q#

- — - — - — -
1. ... Rxc7+ 2.Qxc7#
1. ... Ke7 2.Sxf5#
В цій задачі в початковій позиції створена біла батарея ферзь—пішак, але для досягнення мети, що цікаво, білі на першому ході зв'язують цього пішака, ще й розв'язують чорного коня. Чорні захищаючись від загрози ідуть щойно розв'язаним конем і розв'язують тематичного пішака, який і завершує комбінацію. 